# 아야진항
아야진항(我也津港)은 강원특별자치도 고성군 토성면 아야진리에 있는 어항이다. 1971년 12월 21일 국가어항으로 지정되었다. 관리청은 해양수산부 동해어업관리단, 시설관리자는 고성군수이다.

## 어항 연혁
- 아야진은 원래 대야진이라고 하였는데 일제강점기 때 일본이 '큰大'를 사용하지 못하게해서 아야진으로 바뀌었다는 유래가 있다.
- 1996년 정비계획을 수립했으며 2001년 정비계획 시설공사를 완료하는 등의 개발을 통해 현재의 항세를 갖추게 되었다.[1]

## 어항 구역
본 항의 어항구역은 다음과 같다.
- 수역: 북방파제 기부측 등대에서 정동으로 400m 점(해상)과 이점에서 정남으로 450m 점(해상)에 이르러 이점에서 직각으로 육지부를 각각 연결하는 선을 따라 형성된 공유수면[2]
- 육역: 강원특별자치도 고성군 토성면 아야진리 1-3 외 13필지(상세내역은 생략)[3]

## 어항 시설
아야진등대에서 남동쪽으로 북방파제, 작은말항의 남측에는 남방파제가 있으며, 큰말과 작은말에는 물양장과 호안이 축조되어 있다.

## 개발 계획
2006년 3월 28일 변경고시된 개발계획은 다음과 같다.
- 북방파제 545m, 남방파제 150m, 해수소통구 1식, 물양장 677m, 수제선정비 119m, 호안 247m, 준설 41.5천m3, 친수시설 1식

## 입항 정보
목표물은 죽도(높이 26m)가 아야진항으로 입항할 때 좋으며, 항내 수심은 2~4m, 저질은 모래와 바위로 형성되어 대체로 굴곡이 심한 지반 형태를 이루고 있다. 항내는 암암이 많아서 투묘하기 어렵지만 20톤 미만의 소형 어선은 물양장에 접안할 수 있다. 이 항은 입구가 협소하고 특히 남방파제의 조사등은 남동쪽 약 150m에 있는 수심 0.1m의 암초와 같은 방향으로 약 320m에 있는 0.2m의 간출암을 비추는 등대 불빛이다.

## 주요 어종
아야진항의 주요 어종은 양미리, 복어, 도루묵, 꽁치 등이다.

## 여행 정보
- 숙박시설은 모텔, 민박 등 10여곳이 있고 식당은 횟집 등 14개소가 있다.
- 도원계곡은 자연경관이 잘 보존된 깨끗한 계곡이다.
- 해안선을 따라 야산으로 둘러싸인 아야진해수욕장은 깨끗한 해안선과 고운 모래가 있어 가족단위 피서객들의 휴양지 및 직장 단체의 하계수련장으로 제격이다. 항구 주변으로는 청간정, 천학정, 도원계곡 등이 있어 함께 둘러보면 자연의 멋에 심취하게 된다.[5]